# Jean Prodromidès
Jean Prodromidès est un compositeur de musique français né le 3 juillet 1927 à Neuilly-sur-Seine et mort le 17 mars 2016 dans le 5e arrondissement de Paris,. Il a débuté dans la composition de musiques de films, puis s'est tourné vers la musique symphonique et surtout l'opéra. 

## Biographie
Jean Prodromidès a composé la musique pour des films comme Maigret et l'affaire Saint-Fiacre de Jean Delannoy (1959), Vingt-quatre heures de la vie d'une femme de Dominique Delouche (1968) ou Danton, d'Andrzej Wajda (1983). 
Il composa cinq opéras : Passion selon nos doutes (1971), Les Traverses du Temps (1979), H.H. Ulysse (1984), La Noche Triste (1989) et Goya (1997), et différentes musiques de ballet. 
Il était membre de l'Académie des beaux-arts ; élu en 1990 au fauteuil d'Henri Sauguet,  il la présida en 2005.
Il est enterré au cimetière de La Celle (commune du Var).

## Distinctions

### Récompense
- Prix du syndicat de la critique 1963 : meilleur compositeur de musique de scène pour Dans la jungle des villes

### Décoration
- Commandeur de l'ordre des Arts et des Lettres au titre de « compositeur, chef d'orchestre » (2003)[3]

## Filmographie

### Cinéma
- 1955 : Un jardin public, court métrage de Paul Paviot
- 1956 : Courte Tête de Norbert Carbonnaux
- 1958 : Archimède le clochard de Gilles Grangier
- 1959 : Maigret et l'Affaire Saint-Fiacre de Jean Delannoy
- 1960 : L'Ours d'Edmond Séchan
- 1960 : Le Baron de l'écluse de Jean Delannoy
- 1960 : Et mourir de plaisir de Roger Vadim
- 1960 : Le Voyage en ballon d'Albert Lamorisse
- 1961 : Le Bateau d'Émile de Denys de La Patellière
- 1964 : Les Amitiés particulières de Jean Delannoy
- 1967 : Mise à sac d'Alain Cavalier
- 1968 : Histoires extraordinaires, segment Metzengerstein de Roger Vadim
- 1968 : Vingt-quatre heures de la vie d'une femme de Dominique Delouche
- 1976 : L'Éducation amoureuse de Valentin de Jean L'Hôte
- 1983 : Danton d'Andrzej Wajda

### Télévision
- 1961 : Les Perses de Jean Prat
- 1969 : Salomé de Pierre Koralnik
- 1974 : Président Faust de Jean Kerchbron

## Discographie

### Cinéma
- La bande originale du film Le Voyage en ballon composée par Jean Prodromidès est originellement parue en album 33 tours en Europe dans une version de 30 minutes, et en Amérique dans une version atteignant 39 minutes. La version courte a été rééditée sur CD en 1997 par Philips au Japon, alors que la version longue l'a été chez Disques Cinémusique en 2009. Une partition pour court métrage du même compositeur, Un Jardin public, complète le programme de ce CD. Présentation en ligne. La bande originale du Voyage en ballon est également offerte en téléchargement.
- La bande originale de Danton, originellement parue en album 33 tours, a été rééditée sur CD chez Disques Cinémusique en 2010, avec comme complément de programme les musiques des Amitiés particulières et de Et Mourir de plaisir,  parues initialement en super 45 tours (EP). Présentation en ligne. Cette édition limitée à 500 copies a rapidement été épuisée mais Danton et Et Mourir de plaisir sont maintenant offerts en téléchargement.
- Disques Cinémusique a aussi fait paraître en 2010 un CD réunissant des extraits remasterisés de plusieurs autres bandes originales du compositeur, produites à la fin des années 1950 : La Comédie selon Jean Prodromidès. Présentation en ligne.
- Parue en super 45 tours en 1968, la bande originale du film 24 heures de la vie d'une femme composée par Jean Prodromidès sur des thèmes de Brahms est maintenant offerte en téléchargement, notamment sur iTunes.

## Opéras
- Passion selon nos Doutes (1971)
- Les Travers du temps (1979 - 1980)
- H.H. Ulysse (1984)
- Goya (1996)

## Théâtre musical
- Les Troyennes (1963)
- L'Amérique (1965)
- Marat Sade (1966)

## Ballets
- La Belle et la Bête (1962)
- Salomé (1968)
- Une Saison en enfer (1969)
- La Septième lune (2004)

## Œuvres symphoniques
- Deux airs, pour soprano et orchestre (1954)
- Les Perses, oratorio dramatique (1961)
- Parcours, mouvement symphonique (1973)
- Le Livre des Katuns, Oratorio pour soli, chœur et orchestre (1977)
- Instantanés (1978)
- Crossways (1985)
- Traverses (2006)

## Musique de scène
Nombreuses partitions pour la Compagnie du Mime Marceau